# Émile Giffard
 (février 2017).
Émile Giffard, né le 14 avril 1842, à Chaudron-en-Mauges (Maine-et-Loire) et mort à Angers le 20 mai 1901, est un pharmacien liquoriste angevin, créateur de l'entreprise Giffard et de la liqueur menthe-pastille. 

## Biographie
Émile Jacques Giffard, né le 14 avril 1842, est le fils de René Gabriel Giffard, marchand drapier et de Renée Pionneau. Il perd sa mère très jeune et devient pensionnaire au collège de Beaupréau, puis il intègre la faculté des sciences de Poitiers avant d'obtenir son diplôme de pharmacien à la faculté de pharmacie de Paris. 
Il commence sa carrière de pharmacien libéral à Issy-les-Moulineaux, sans doute[réf. nécessaire] en 1868, mais regagne son Anjou natal deux ans plus tard après que son officine a été détruite pendant la guerre de 1870 contre la Prusse. Il ouvre alors une nouvelle pharmacie à Angers. 
Il épouse Victoire Dureau et de cette union naîtront quatre enfants : Émilie, Paul, Maurice (mort très jeune) et un autre Maurice (né en 1879). En août 1879, il acquiert un immeuble en cours de construction en plein centre d'Angers, à l'angle de la rue d'Alsace et de la place du Ralliement, et y ouvre sa nouvelle pharmacie l'année suivante.
Émile Giffard s’intéresse alors beaucoup aux vertus digestives des plantes et met au point, durant l’été caniculaire de 1885, une liqueur à la fois digestive et rafraîchissante élaborée avec des feuilles de menthe poivrée d’origine anglaise. Il la baptise « menthe-pastille », un nom qui fait référence au goût des pastilles de menthe. Il propose aussitôt son produit aux clients du Grand Hôtel voisin (par l'entremise de son ami cafetier au Grand Hôtel, Antoine Chottin), pour les soulager de la chaleur de l’été. 
Consommée pure sur glace ou allongée d'eau plate ou gazeuse, la « Menthe-Pastille » rencontre un tel succès qu’Émile Giffard décide en octobre 1885 de vendre sa pharmacie et de créer une distillerie afin de produire sa liqueur à grande échelle[réf. nécessaire]. 
Dans son journal intime, il écrit : « En ce mois d’octobre 1885, je change de métier. L’avenir dira si j’ai eu raison. » Il s'installe alors rue Franklin, toujours à Angers, associé dans cette aventure avec son ami Chottin. Leur association perdure jusqu'en 1888. À cette date, Émile Giffard reprend seul la direction de l'entreprise. 
En 1892, il devient maire de Mûrs-Erigné (Maine-et-Loire) puis en 1897, il transfère sa distillerie à l'angle de la rue Châteaugontier et de la rue Paul-Bert, dans un immeuble qu'il a fait construire. Il reste à la tête de sa distillerie jusqu'à sa mort en 1901. C'est son dernier fils, Maurice qui lui succède.